# Vouvray-sur-Huisne
Vouvray-sur-Huisne là một xã trong tỉnh Sarthe ở tây bắc nước Pháp. Xã này có diện tích 3,4 km2, dân số năm 2006 là 133 người.